# Anton thor Helle
Anton thor Helle (Tallinn, 1683. november 7. - Rae, 1748. április 24.) észt evangélikus teológus, bibliafordító

## Élete
Apja kereskedő volt. Anyanyelve a német volt, de tökéletesen megtanult észtül is, ezt tanította is. Tanulmányait szülővárosában kezdte, ezután a Kieli Egyetemen teológiát hallgatott, majd hazatért Észtországba. 1713-ban St. Jürgens (ma: Jüri, Észtország) lelkésze lett. Hivatalát nehéz időszakban vette fel: az 1695 és 1697 közti éhínség sok áldozatot szedett, illetve az Észtországban 1710-ben befejeződött Nagy északi háború is sok szenvedést okozott a polgári lakosságnak. 1721-ben egyházi iskolát alapított. Már 1715-ben kinevezték az észt konzisztórium rendkívüli, 1721-ben teljes jogú asszesszorává. 1740-ben Kose község vezetését is átvette, 1742-ben pedig Harjumaa prépostja lett.
A teológia mellett Anton thor Helle mindenekelőtt az észt nyelv népszerűsítésének és fejlesztésének szentelte magát. Észt nyelvtana (Kurtzgefasste Anweisung zur Ehstnischen Sprache, 1732) és átfogó német-észt szótára az észt írott nyelv és Észtország kultúrtörténetének alapjai közé tartozik. 1728 és 1738 közt a Biblia észt fordításán dolgozott, ezt Jacob Johann Köhler jelentette meg 1739-ben Tallinnban Piibli Ramat, se on keik se Jummala Sanna címmel. Feltehetőleg ő a szerzője a Viis head jutto ühhe öppetaja ja usklikko Tallopoja wahhel című, a Bibliába való bevezetéssel foglalkozó kötetnek is, amely 1740-ben jelent meg Tallinnban. Számos teológiai előadást is szerkesztett, valamint társszerkesztője volt a kor több ismert pietista kézikönyvének, A legismertebbek közé tartoznak az Eesti-Ma Kele Koddo- ning Kirko-Ramat (Halle, 1721) valamint Johann Anastasius Freylinghausen könyvének észt változata, amely 1727-ben jelent meg Tallinnban Jummala Nou Innimesse iggawesse önnistussest címen, s amelyet barátjával, Heinrich Gutsleff-fel közösen szerkesztett.
Kétszer nősült. 1713-ban feleségül vette a Jõhvi-ból származott Catharine Helene Kniepert, akitől egy lánya született. 1725-ben vette feleségül Tallinn polgármesterének lányát, Maria Elisabeth Oldecop-ot, akitől öt fia született. 1989-ben a Jüri-i templom mellett emlékművet avattak tiszteletére.

## Fordítás
- Ez a szócikk részben vagy egészben  az   Anton thor Helle című német Wikipédia-szócikk ezen változatának fordításán alapul.  Az eredeti cikk szerkesztőit annak laptörténete sorolja fel. Ez a jelzés csupán a megfogalmazás eredetét és a szerzői jogokat jelzi, nem szolgál a cikkben szereplő információk forrásmegjelöléseként.